# Alba Miranda Ribera
Alba Miranda Ribera   (Barcelona, 17 d'agost de 1978) és una biotecnòloga catalana. Llicenciada per la Universitat Autònoma de Barcelona (2005) i doctora per la Università degli Studi di Milano amb la tesi «AGP regulates the neutrophil and endothelial cell inflammatory response» dirigida per Fabrizio Ceciliani. Durant el període 2020- 2023 també va cursar un MBA (MBA in Managerial Leadership) a la University of Massachusetts Lowell.
Ha fet recerca postdoctoral en Metabòlits i Biologia al Centre de Recerca Biològica i Immunològica de la Harvard Medical School i també a la University of Maryland Medical Center. Des de fa tres anys treballa al Broad Institute of MIT and Harvard com a directora de desenvolupament empresarial i llicències.
Miranda és Investigadora de base i ha treballat en camps molt diversos, ha participat en nombrosos congressos internacionals i té diverses publicacions sobre immunologia que van de la degranulació dels neutròfils –cèl·lules del sistema immunitari– fins a l'angiogènesi als pulmons.